# Иерусалимская улица (Тбилиси)
Иерусалимская улица (груз. იერუსალიმის ქუჩე) — короткая, около 130 м, улица в Тбилиси, в историческом районе Старый город. Проходит от улицы Котэ Абхази до Хлебной площади, за которой имеет продолжением улицу Ладо Асатиани.
Название улицы дано по находящемуся у выхода улицы к улице Котэ Абхази подворью грузинского иерусалимского монастыря Святого Креста.
Популярный туристический маршрут

## История
Одна их старейших улиц города, проходя в городском районе Кала, в средние века находилась под защитой городских крепостных стен, на плане царевича Вахушти 1735 года район улицы плотно застроен. Старинная гражданская застройка улицы не сохранилась, поскольку весь её район был разорён персами во время нашествия Ага Магомет хана (1795).
Жизнь возрождалась уже в середине XIX — начале XX века, после вхождения Грузии в состав Российской империи (1805). Многие исторически значимые здания так и не были восстановлены, в частности находившаяся в районе Хлебной площади мечеть. Церковь Джварис Мама была отстроена в 1825 году, от росписей XIX века сохранилась фреска.
В советское время носила имя русского революционера Ицка Рижинашвили (1886—1905), погибшего в революционные события 1905 года в Кутаиси. В 1990 году историческое название улице было возвращено.

## Достопримечательности
Церковь Джварис Мама

## Известные жители
д. 1 — литератор Арсен Еремян
д. 4 — публицист и политик Г. Деканозов